# Manma
Manma (nep. मान्म, trl. Mānmā, trb. Manma) – gaun wikas samiti w zachodniej części Nepalu w strefie Karnali w dystrykcie Kalikot. Według nepalskiego spisu powszechnego z 2011 roku liczył on 1696 gospodarstw domowych i 9094 mieszkańców (4362 kobiety i 4732 mężczyzn).